# 7 вересня
7 вересня — 250-й день року (251-й у високосні роки) в григоріанському календарі. До кінця року залишається 115 днів.

## Свята і пам'ятні дні

### Міжнародні
- Всесвітній день поширення інформації про м'язову дистрофію Дюшена.
- День відмови від військової іграшки або Всесвітній день знищення військової іграшки. (1988)
- День мережива

### Національні
- Україна: День воєнної розвідки України (Відзначається щорічно згідно з Наказом Міністра оборони № 302/2007 від 1 червня 2007 р.)
- Бразилія: День Незалежності. (1822)
- Мозамбік: День перемоги.
- Австралія: Національний день тварин, що знаходяться під загрозою зникнення.
- Фіджі: День конституції.

### Релігійні

#### Західне християнство
- Пам'ять Кошицьких мучеників[pl];
- Пам'ять святих Анастасія Полника[en], Ґрата Аостського[en], Марка Крізіна[en], Регіни[en] та Стефана Понграця[en].

#### Східне християнство[1]
- Передсвяття Різдва Пресвятої Богородиці;
- Пам'ять мучеників Созонта та Євпсихія Кесарійського;
- Пам'ять преподобномученика Макарія Канівського;
- Пам'ять апостолів від 70-х Євода й Онисифора;
- Пам'ять преподобного Луки Каппадокійського.

## Іменини
✝  Католицькі: Анастасій, Ґрат, Регіна, Марко, Стефан, Хлодоальд.
✙ Православні: Євод, Євпсихій, Макарій, Лука, Созонт.

## Події
- 70 — римляни захопили і сплюндрували Єрусалим.
- 1792 — перша група колишніх запорозьких козаків під командою полковника Сави Білого висадилася в Тамані. Цю дату звичайно вважають за початок заселення українцями Кубані.
- 1812 — відбулася переможна для французів Бородинська битва між військами Наполеона та Російської Імперії.
- 1822 — Бразильська імперія оголосила незалежність від Португальського королівства.
- 1892 — у США відбувся перший професійний боксерський поєдинок за сучасними правилами — в боксерських рукавичках і з трихвилинними раундами.
- 1940 — Третій Рейх розпочав бомбардування Лондона.
- 1971 — у Києві було оголошено про споріднення й братання міст Києва і Кіото.

## Народились
Дивись також Категорія:Народились 7 вересня
- 1533 — Єлизавета I Англійська, королева Англії.
- 1813 — Еміль Коритко, словенський етнограф і фольклорист, галичанин за походженням.
- 1861 — Коржинський Сергій Іванович, ботанік, генетик, еволюціоніст, один з основоположників фітоценології; походив від запорозьких козаків.
- 1875 — Олександр Мурашко, український живописець, педагог і громадський діяч.
- 1908 — Майкл Елліс ДеБейкі, американський кардіохірург.
- 1914 — Джеймс Ван-Аллен, американський астрофізик, відомий своїм відкриттям радіаційних поясів Землі.
- 1915 — Сергій Солодовник, український живописець.
- 1917 — Джон Воркап Корнфорт, австралійський хімік-органік, лауреат Нобелівської премії з хімії (1975) спільно з Володимиром Прелогом.
- 1924 — Ігор Богачевський, американський конструктор українського походження (США).
- 1936 — Тетяна Голембієвська, українська художниця.
- 1957 — Джон МакІнерні, головний вокаліст (з 1987 року) гурту Bad Boys Blue.
- 1964 — Рибачук Марина Василівна, українська художниця.
- 1970 — Володимир Жемчугов, український партизан Війни на сході України, Герой України (2017).
- 1979 — Пол Мара, американський хокеїст.

## Померли

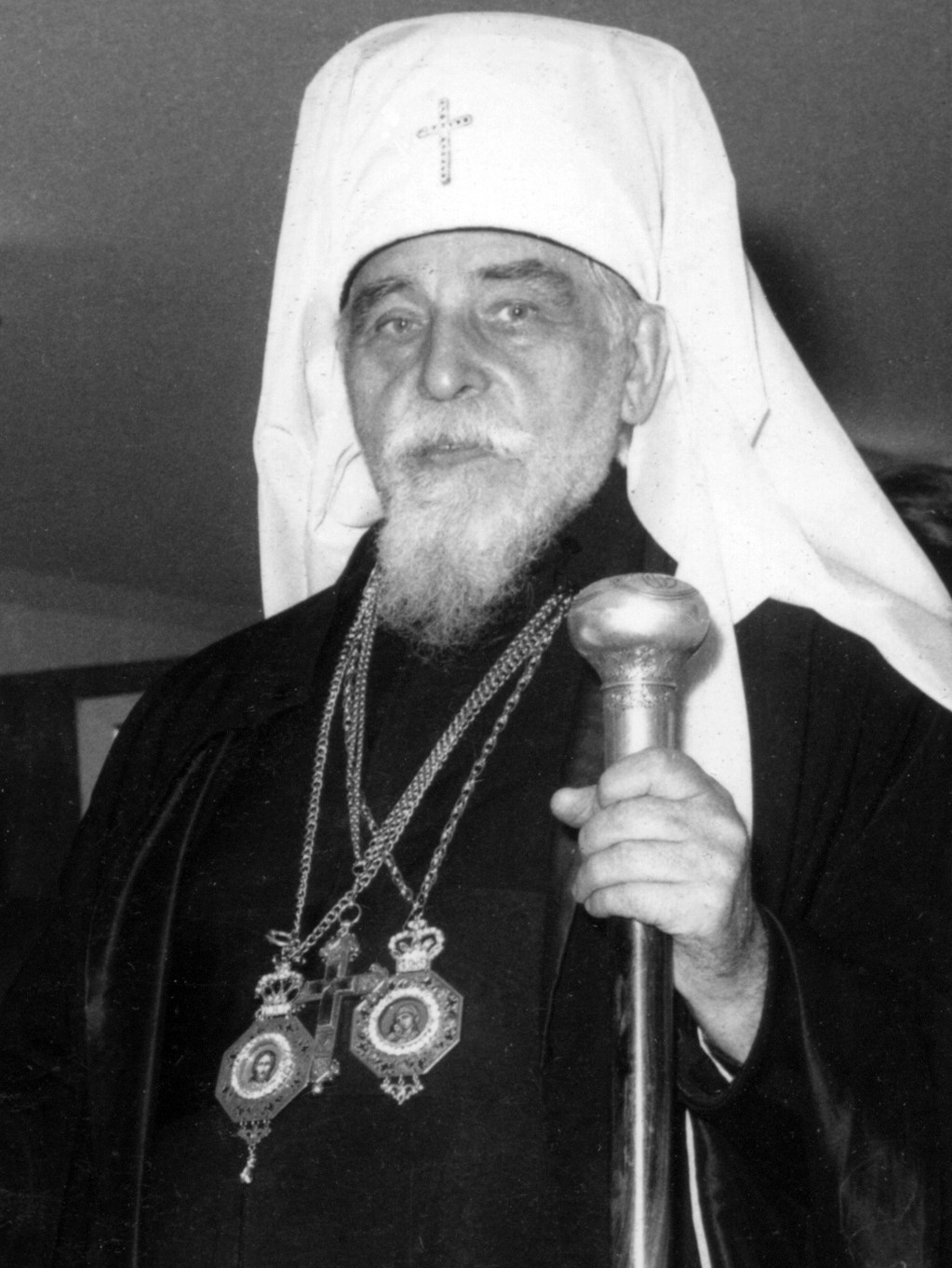
Кардинал Йосиф Сліпий

Дивись також Категорія:Померли 7 вересня
- 1151 — Жоффруа V Плантагенет, засновник династії Плантагенетів.
- 1907 — Франсуа Арман Сюллі-Прюдом, французький поет і есеїст, перший Нобелівський лауреат в галузі літератури (1901).
- 1910 — Гант Вільям Холман, англійський живописець, один із засновників прерафаелітського братства.
- 1949 — Хосе Клементе Ороско, мексиканський художник і графік, один з головних новаторів в галузі монументального живопису XX століття.
- 1956 — Микола Вілінський, український композитор, двоюрідний брат співачки Ксенії Держинської та музикознавця Олександра Оссовського.
- 1956 — Отто Шмідт, математик, астроном, геофізик, дослідник Арктики.
- 1959 — Моріс ле Нобле Дюплессі, прем'єр-міністр Квебеку у 1936-39 та 1944-59 роках.
- 1962 — Тодось Осьмачка, український письменник, поет, перекладач.
- 1984 — Йосиф (Сліпий), український церковний діяч, патріарх УГКЦ.
- 1991 — Едвін Маттісон Макміллан, американський фізик, лауреат Нобелівської премії з хімії (1951); синтезував трансуранові елементи нептуній-239 (1940) і плутоній-239 (1941).
- 2013 — Доку Умаров, чеченський військовий і політичний діяч, останній президент Чеченської Республіки Ічкерія 1-й лідер самопроголошеного Імарату Кавказ.
- 2018 — Мак Міллер, американський реп/хіп-хоп-виконавець, композитор, продюсер.
- 2019 — Володимир Луців, український співак і бандурист.
- 2020 — Микола Козій, український актор дубляжу і диктор.